# Cameroneta
Cameroneta longiradix és una espècie d'aranya araneomorfa de la subfamilia Erigoninae, dins de la família Linyphiidae.
És l'únic membre del gènere monotípic Cameroneta.
Fou descrit per primera vegada per R. Bosmans i R. Jocqué l'any 1983,

## Distribució
És un endemisme del Camerun.